# 西非货币区
西非货币区（WAMZ，法文简称ZMAO）是西非国家经济共同体内6个不属于西非法郎区的国家（尼日利亚、塞拉利昂、加纳、几内亚、冈比亚和利比里亚）成立的西非国家经济共同体内的第二个货币区，并争取于2009年12月1日按期实现单一货币。西非国家经济共同体15个国家中的另外8个国家，贝宁、布基纳法索、科特迪瓦、几内亚比绍、马里、尼日尔、塞内加尔和多哥等属于西非法郎区。15个国家中只有佛得角仍然未加入上述任何货币区。
西非货币区有助于上述全部西非国家的一体化建设，有助于在2002年12月建立西非国家中央银行，并在2004年在西非货币区内统一各国货币。
西非国家首脑会议还宣布在2001年1月建立一个西非货币机构以作为过渡，同时成立一个5000万美元的西非货币区合作稳定基金。 
西非货币区（WAMZ）各成员国承诺不迟于2006年12月开始用各成员国当地货币进行贸易，实现股票、证券交叉上市；不迟于2007年12月实现资金账户自由兑换；到2007年12月，各成员国要对外实施统一关税。但因条件不成熟，在上述5国实现单一货币的计划已经两次推迟。截止2008年11月，此计划仍未实现。